# Marcos, o Eremita

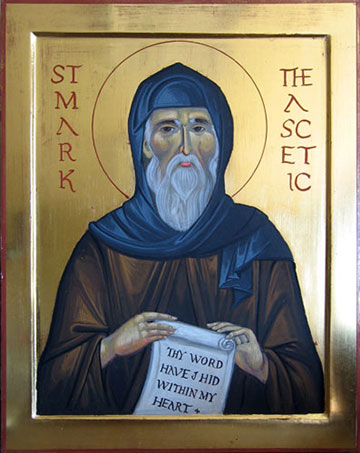
St. Marcus Eremita

Marcos, o Eremita (em grego: Markos ho eremites; monachos; asketes; em latim: Marcus Eremita), também chamado de Marcos, "o Eremita", "o Monge" e "o Asceta", foi um teólogo e escritor asceta de alguma importância no século V
Marcos é mais um asceta do que um escrito dogmático. Ele se contenta em aceitar os dogmas da Igreja, pois seu interesse está na vida espiritual como ela deve ser vivida pelos monges. Ele é prático ao invés de místico, é parte da escola antioqueana de pensamento e se mostra um discípulo de João Crisóstomo.

## Identidade
Várias teorias sobre a época em que viveu e escreveu já foram propostas. De acordo com Johannes Kunze, Marcos era o mestre de uma lavra em Ancira que, já idoso, teria abandonado seu mosteiro e se tornado um eremita, provavelmente no deserto a leste da Palestina, perto de São Savas. Ele foi um contemporâneo de Nestório, mas provavelmente morreu antes do Concílio de Calcedônia, em 451.
Nicéforo Calisto (século XIV) diz que ele foi um discípulo de Crisóstomo. O Cardeal Belarmino achava que este Marcos era o monge que tinha profetizado dez anos de vida a mais para o imperador bizantino Leão VI, o Sábio em 900. Ele foi refutado por Tillemont.
Outro ponto de vista, apoiado pelo bizantino "Menaia" o identifica com o monge egípcio mencionado por Paládio da Galácia, que viveu no século IV A descoberta e identificação de sua obra contra Nestório por P. Kerameus tornou certa esta datação, como defendida por Kunze.

## Obras
As obras de Marcos são, tradicionalmente, as seguintes:
1. Sobre a lei espiritual,
2. Sobre os que se acham justificados pelas obras (ambos tratados ascéticos para monges);
3. Sobre a penitência;
4. Sobre o batismo;
5. Para Nicolau, sobre a abstinência da raiva e do desejo;
6. Disputa contra um estudioso (contra casos levados perante as cortes civis e sobre o celibato);
7. Consulta da mente com a sua própria alma (que o reprova por tomar Adão, Satã e outros homens como responsáveis por seus pecados ao invés de si próprio);
8. Sobre o jejum e a humildade;
9. Sobre Melquisedeque (contra pessoas que acham que ele era uma aparição do Verbo divino).

Todas as obras acima foram citadas e descritas no "Myriobiblon", de Fócio  e foram publicadas na coleção de Gallandi. A elas, a seguinte deve ser acrescentada:
10 Contra os nestorianos (um tratado contra esta heresia, colocada fora de ordem).
Destas, a oitava é atualmente considerada como espúria.